# Pseudaletis agrippina
Pseudaletis agrippina is een vlinder uit de familie van de Lycaenidae. De wetenschappelijke naam van de soort is voor het eerst geldig gepubliceerd in 1888 door Druce.